# Estampon
Estampon – rzeka we Francji, przepływająca przez tereny departamentów Gers i Landy, o długości 52,1 km. Stanowi dopływ rzeki Douze.